# Phấn mắt

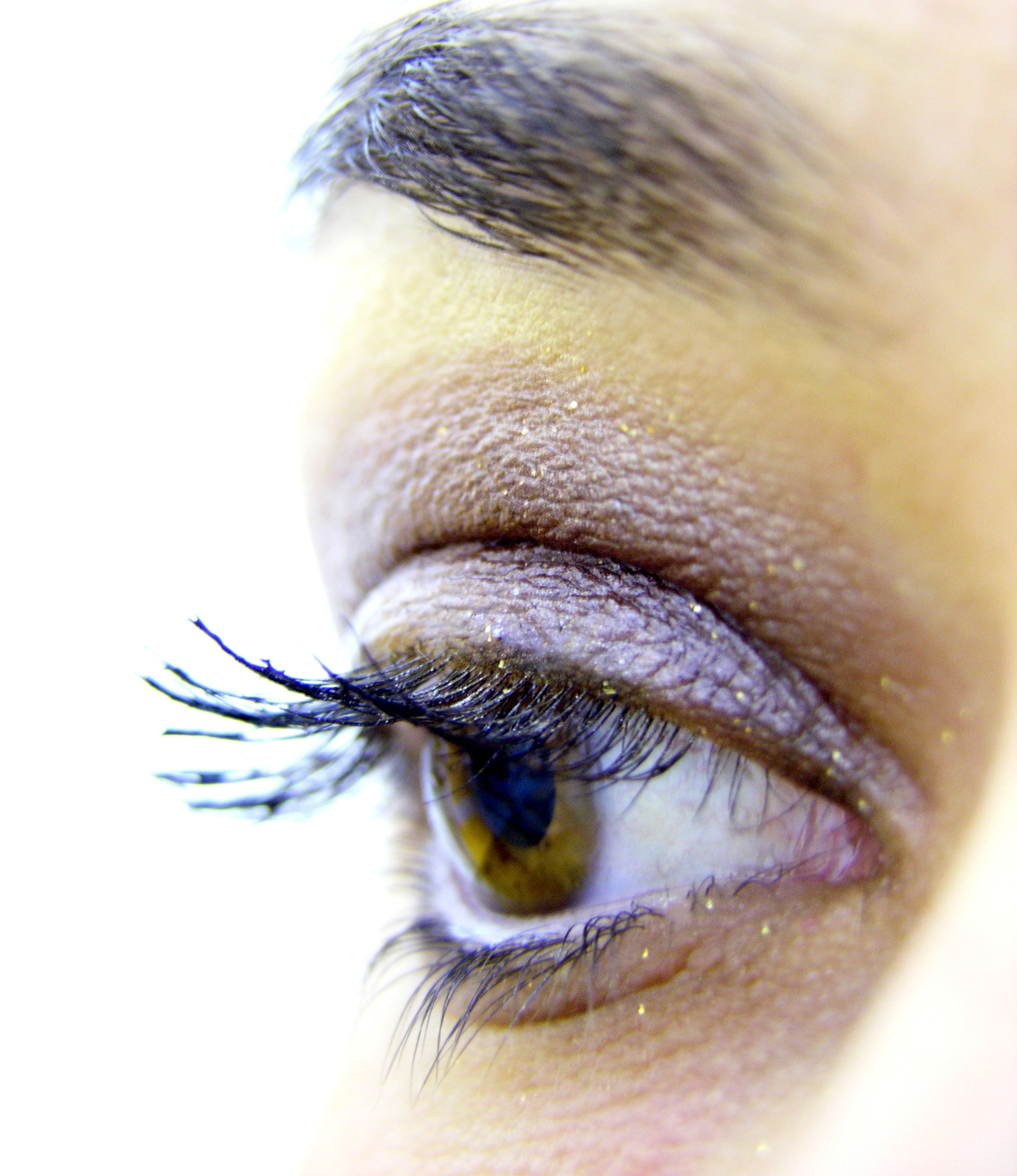
Phấn mắt tím đậm thoa một bên mắt

Phấn mắt là một loại mỹ phẩm tô thoa trên mí mắt và dưới lông mày. Thường được dùng để khiến cho đôi mắt người thoa nổi bật hoặc trông hấp dẫn hơn.
Phấn mắt có thể tăng chiều sâu và chiều rộng cho đôi mắt, bổ sung màu mắt, khiến cho đôi mắt trông lớn hơn, hoặc chỉ cần thu hút sự chú ý vào mắt. Phấn mắt có nhiều màu sắc và kết cấu khác nhau. Thường ở dạng phấn bột và mica, nhưng cũng có thể ở dạng lỏng, bút chì, kem hoặc mousse.
Các nền văn minh trên toàn thế giới sử dụng phấn mắt chủ yếu ở nữ giới nhưng cũng đôi khi ở nam giới. Trong xã hội phương Tây, nó được xem như loại mỹ phẩm nữ tính, ngay cả khi được nam giới sử dụng. Theo phong cách Gothic, phấn mắt màu đen hoặc màu sẫm tương tự và các loại trang điểm mắt khác phổ biến ở cả hai giới.
Nhiều người sử dụng phấn mắt chỉ để cải thiện diện mạo của họ, nhưng nó cũng thường được sử dụng trên sân khấu và các vở kịch khác, để tạo nên cái nhìn đáng nhớ, với màu sắc tươi sáng, đậm. Tùy thuộc vào sắc tố và tông màu da, ảnh hưởng của phấn mắt thường đem đến vẻ quyến rũ và thu hút sự chú ý. Sử dụng phấn mắt cố gắng tái tạo hình bóng mắt tự nhiên mà một số phụ nữ thể hiện do màu sắc tương phản tự nhiên trên mí mắt của họ. Phấn mắt tự nhiên có thể bao phủ bất cứ nơi nào từ bóng láng bóng cho đến mí mắt, đến tông màu hồng hào, hoặc thậm chí ánh nhìn màu bạc.